# 薩拉·弗雷蒂尼

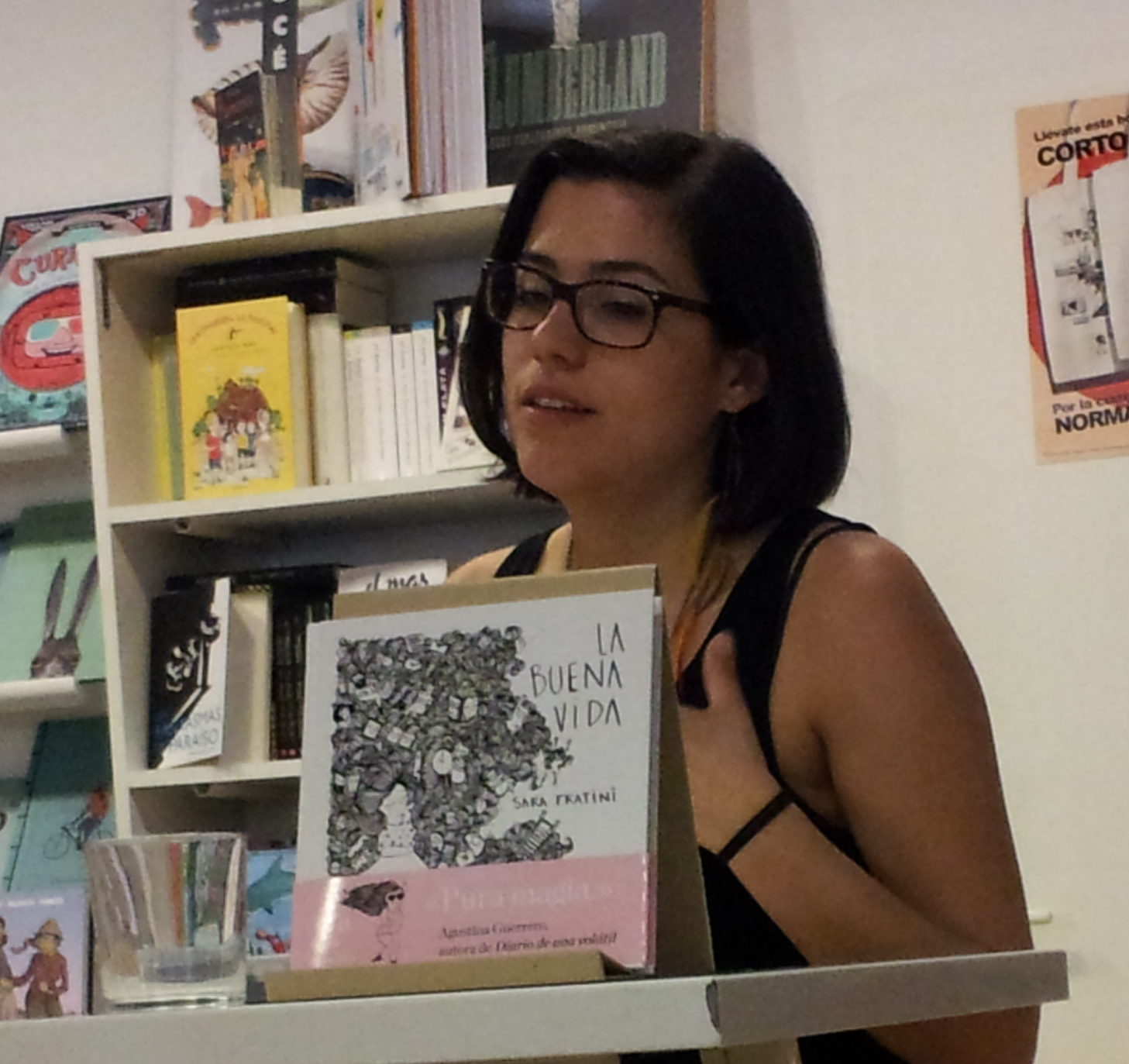

萨拉·弗雷蒂尼 （西班牙語：Sara Fratini，1985年—），委內瑞拉插画家、艺术家、街头艺术家、一些文化组织的管理人，她以其黑色线条的绘画风格及其笔下的原创人物而闻名。

## 个人资料
弗雷蒂尼在1985年出生于委内瑞拉的圭亚那城并在那里长大，之后前往西班牙的马德里康普顿斯大学学习美术。2012年，她搬到意大利继续绘画。作为瓜林巴国际电影节的创立者之一，每年她都会组织一个来自世界各地的艺术家的海报展览。自2016年以来，她还推动了阿曼特亚的Cinemambulante节。由于她的作品在Facebook、Instagram和Twitter等社交媒体上的广泛传播，她的插图迅速得到了大量青睐，从而促成了她与一家出版社的第一个合同。

## 艺术风格
弗雷蒂尼的艺术作品特点是以白色背景基础上的黑色线条勾勒，加上一抹粉红色或红色点缀。在她的插图中，可以看到一个具有曲线身材头发凌乱的女性角色（长发与回忆有关）。
弗拉蒂尼透过她的艺术作品对审美标准和宣传所施加的压力进行社会批判：她创作的是拥有曲线、快乐和恐惧的 "真实女性"，来自于反抗不平等的女权主义。

## 作品
弗雷蒂尼通过社交媒体为她的工作带来了知名度。2015年，出版社Lumen推出了她的第一本插画书，书名为《La buena vida》，在书中，她的标志性人物是一个弯曲的女人，黑白相间，被粉红色点缀，她与她的恐惧周旋，但不失对生活的热情。来自La Vanguardia的Sergio Andreu将她的作品定义为「女孩像被一束头发覆盖的漩涡，具有不受约束的态度和积极乐观的女性形象」。
2016年，弗雷蒂尼在同一出版社推出了《玛蒂娜和她的怪物》（Una tal Martina y su monstruo）。在这本书中，她给她的角色命名为Martina Rossetto（灵感来自于她的朋友）。主人公是一个年轻美艳，敢于直面内心恐惧的女孩，而她的恐惧则是一个在她身边行走的怪物，代表人们的不安全感和内部冲突。
2019年，她推出了一本名为《非洲妇女在非洲大陆的领导力》的儿童绘本，卡罗·莫雷特·米兰达担任助手，负责虚构非洲妇女领导人的传记。
除了她的插图，她还在马德里、马拉加、拉帕尔马岛、索里亚城、西西里、特雷维索、普利亚、卡拉布里亚、圣路易斯和恩戈尔岛等地创作了许多大型壁画。她的壁画作为艺术项目的一部分，这些项目邀请萨拉·弗拉蒂尼参与到不同主题的绘画中。在马拉加，她应国际特赦组织、UMA的难民支持计划和瓜林巴国际电影节的邀请，在UMA美术学院画了一面墙。这幅长18米、高1.5米的壁画使她在2017年获得了插画师协会世界插画奖比赛的入围资格。
2019年，弗雷蒂尼受马德里Muros Tabacalera的街头艺术项目邀请，参加西班牙文化和体育部的造型艺术推广活动的共同指导。为马德里Tabacalera绘制了一幅壁画。